# Bill Blair (homme politique)
Cet article concerne l'homme politique. Pour l’entraîneur de basket-ball, voir Bill Blair.
Pour les articles homonymes, voir Blair.
William Sterling « Bill » Blair, né le 9 avril 1954 à Scarborough (Ontario), est un commissaire du service de police de Toronto et homme politique canadien.
Il est député à la Chambre des communes de la circonscription de Scarborough-Sud-Ouest sous la bannière du Parti libéral du Canada depuis l'élection du 19 octobre 2015.
Il occupe plusieurs responsabilités ministérielles dans le gouvernement du premier ministre Justin Trudeau. Il est ministre de la Sécurité frontalière et de la Réduction du crime organisé de 2018 à 2019, ministre de la Sécurité publique de 2019 à 2021, ministre de la Protection civile de 2019 à 2023, Président du Conseil privé du Roi pour le Canada de 2021 à 2023 et présentement ministre de la Défense nationale.

## Biographie
Élevé à Scarborough, Bill Blair est le fils d’un policier. Il apprend très jeune la nécessité de faire passer le « service » avant la « protection ». Il sert plus de 39 ans au sein de la police de la communauté urbaine de Toronto, dont les derniers dix ans en tant que chef de police.
Bill Blair participe à de nombreux forums provinciaux, nationaux et internationaux sur les services policiers. Il siège comme président de l’Association ontarienne des chefs de police et de l’Association canadienne des chefs de police. Il est nommé commandeur de l'Ordre du mérite des corps policiers et est décoré en 2013 par le Congrès tamoul canadien pour son leadership et son service envers les gens de Toronto.
Blair travaille auprès de plusieurs organismes torontois, dont Covenant House, Centraide et la Société de l'aide à l’enfance de Toronto. Il est aussi le lauréat du Prix humanitaire du Beth Sholom Brotherhood de 2011. Il siège au conseil d'administration de la Scarborough Hospital Foundation et est vice-président d’honneur du Good Neighbours' Club, un centre de jour destiné aux hommes d’âge mûr sans abri et sans emploi.

### Carrière politique
Après avoir remporté l'investiture libérale dans la circonscription de Scarborough-Sud-Ouest en juin 2013, 
Bill Blair est élu député à la Chambre des communes lors des élections fédérales de 2015. Le Parti libéral forme alors un gouvernement majoritaire dirigé par Justin Trudeau. Le 2 décembre suivant, Blair est nommé secrétaire parlementaire de la nouvelle ministre de la Justice et procureure générale du Canada, Jody Wilson-Raybould. Deux ans plus tard, le 19 septembre 2017, il devient également secrétaire parlementaire de la ministre de la Santé, Ginette Petitpas Taylor.
Il conserve ces deux fonctions jusqu'au 18 juillet 2018, jour où il entre au conseil des ministres du gouvernement Trudeau à la suite d'un remaniement ministériel. Il est nommé ministre de la Sécurité frontalière et de la Réduction du crime organisé.
Réélu lors des élections du 21 octobre 2019 mais dans un gouvernement devenu minoritaire, il est nommé le 20 novembre suivant, ministre de la Sécurité publique et de la Protection civile. Une nouvelle élection deux ans plus tard, le 20 septembre 2021, où il est de nouveau réélu, modifie ses fonctions ministérielles. Le 26 octobre 2021, on le nomme ministre de la Protection civile et président du Conseil privé de la Reine pour le Canada (devenu président du Conseil privé du Roi pour le Canada après la mort de la reine Élisabeth II),.
Depuis le remaniement ministériel du 26 juillet 2023, il est maintenant ministre de la Défense nationale.
Le 15 décembre 2023, Blair rencontre le premier ministre letton, Edgars Rinkēvičs, au château de Riga pour discuter de la coopération bilatérale entre les deux pays, notamment dans les domaines de la politique de défense et de sécurité.
En mars 2025, il est maintenu dans ses fonctions ministérielles au sein du cabinet du nouveau premier ministre Mark Carney. 